# Ракаи (округ)
Ракаи — округ в Центральной области Уганды. По состоянию на 2010 год в округе проживает 456 800 человек. Площадь территории составляет 4908,7 км². На северо-западе граничит с округом Лянтонде, на севере граничит с округом Лвенго, с округом Масака на северо-востоке, с округом Калангала на востоке, на юго-западе граничит с округом Исингиро, с округом Кирухура на северо-западе, на юге граничит с областью Кагера в Танзании. Основным видом экономической деятельности округа является выращивание продовольственных культур: картофель, бананы, кукуруза. Около 85 % населения заняты в сельском хозяйстве.
Административный центр — Ракаи.